# Openbaarvervoerbedrijf Praag
Dit overzicht is mogelijk incompleet; u kunt helpen door het uit te breiden.

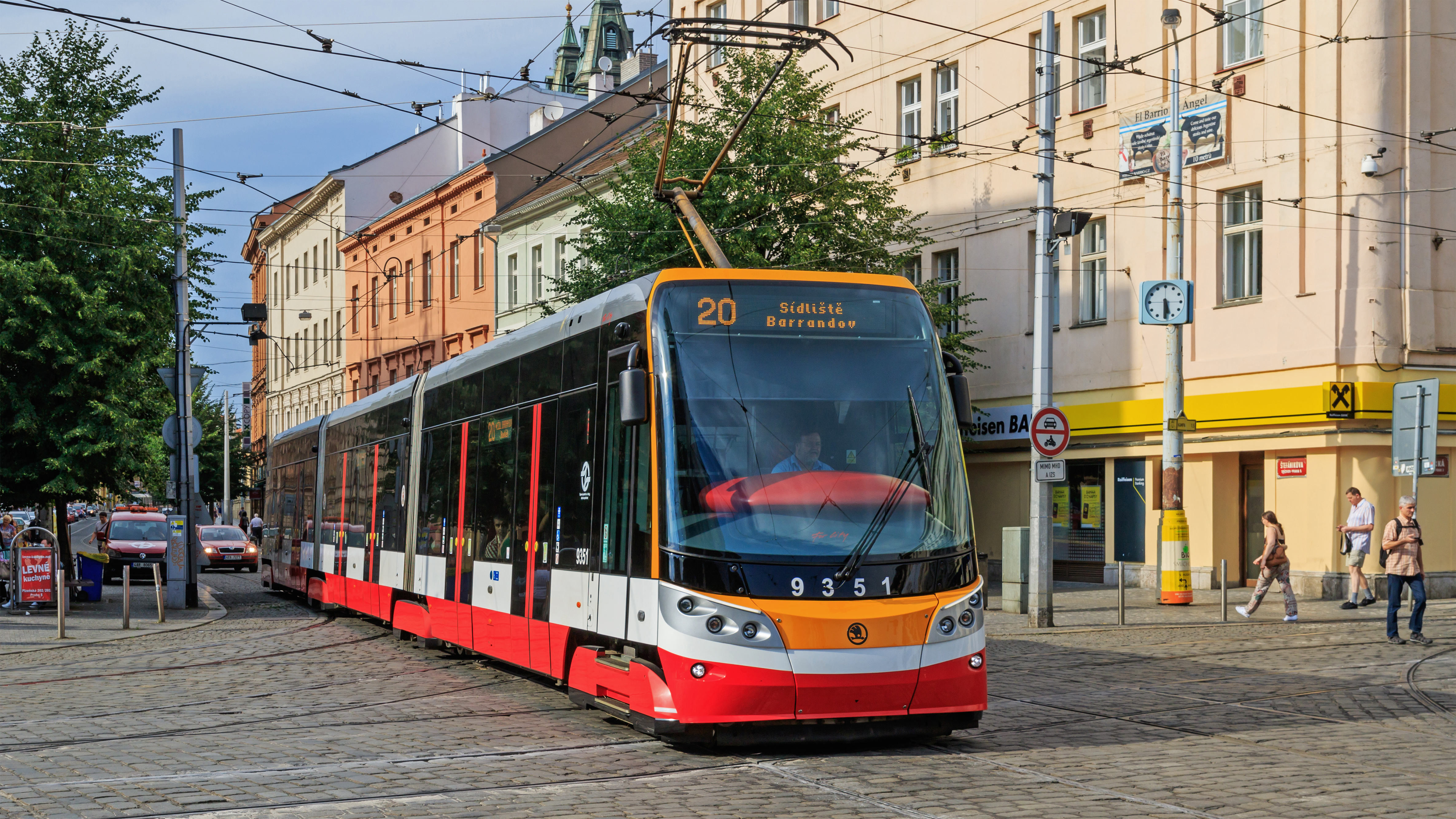
Tram van de DPP

Het Openbaarvervoerbedrijf Praag (Tsjechisch: Dopravní podnik hlavního města Prahy, a. s., DPP) is de stadsvervoersonderneming van de Tsjechische hoofdstad Praag. Het bedrijf beheert drie metrolijnen, talrijke bus- en tramlijnen en een kabelspoorweg.
Het belangrijkste onderdeel van het bedrijf is de metro van Praag. In de stad liggen drie metrolijnen. Naast de bussen en trams wordt ook de kabelspoorweg Petřín door het bedrijf beheerd. Dit is een kabelspoorweg naar de top van de heuvel Petřín.